# 2711 Aleksandrov
2711 Aleksandrov eller 1978 QB2 är en asteroid i huvudbältet som upptäcktes den 31 augusti 1978 av den rysk-sovjetiske astronomen Nikolaj Tjernych vid Krims astrofysiska observatorium på Krim. Den har fått sitt namn efter den ryska fysikern Anatolij Petrovitj Aleksandrov.
Asteroiden har en diameter på ungefär 13 kilometer och den tillhör asteroidgruppen Eos.